# Ferenc Deák
Ferenc Deák, in Italia noto anche come Francesco Deak (Kehida, 17 ottobre 1803 – Budapest, 28 gennaio 1876), è stato un politico ungherese detto "il savio della patria".
Fondò il Partito Deák che da lui prese appunto il nome.

## Biografia
Discendente di una nobile famiglia magiara, fu avvocato e notaio.

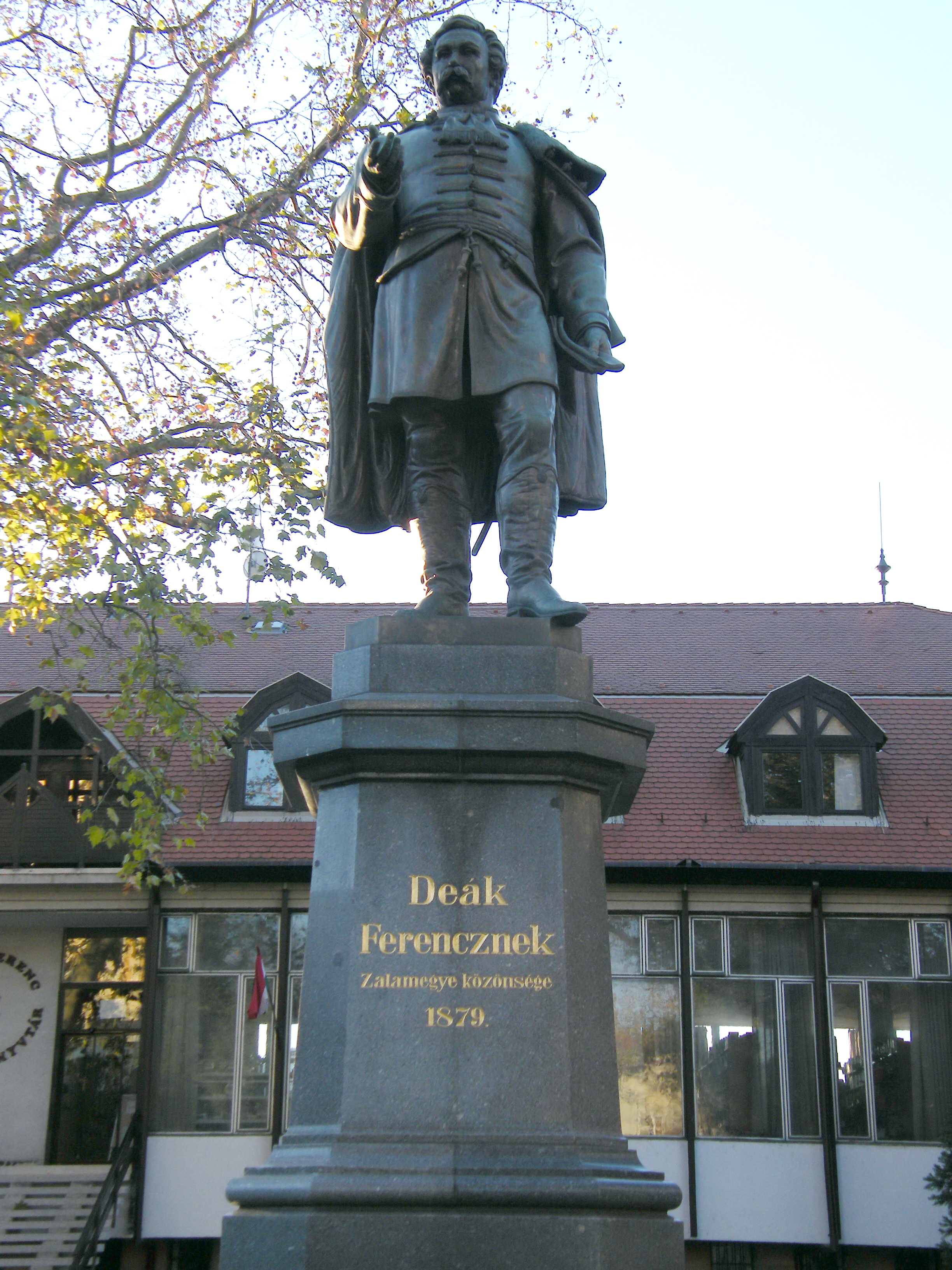
Statua di Deák a Zalaegerszeg.

Nel 1833 entrò in politica per sostituire il fratello come membro della Dieta ungherese che allora si riuniva a Presburgo (l'odierna Bratislava) divenendo il capo dei nazionalisti ungheresi che rivendicavano l'autonomia del paese all'interno della monarchia asburgica.
Allo scoppio della rivoluzione ungherese del 1848, Deák prese posto tra i moderati. Egli accettò di diventare ministro della Giustizia nel governo di Lajos Batthyány. Sostenitore di un compromesso con l'Austria, preferì dimettersi quando l'estremista nazionalista Lajos Kossuth salì al potere, rimanendo in disparte fino alla fine della guerra. Catturato e processato da una corte marziale nel 1849, ottenne l'assoluzione.
Deák trascorse gli anni 1850 in semi-ritiro, prima di tornare alla Dieta nel 1861. Propose poi un compromesso con l'imperatore Francesco Giuseppe, che avrebbe sancito riconoscimento di autonomia alla nazione ungherese. La sua proposta svolse un ruolo fondamentale nella stesura del Compromesso austro-ungarico del 1867, che istituì, appunto, una "duplice monarchia". Fondò per questo scopo il Partito Deák nel 1865. Poco dopo Deák rifiutò di diventare Primo Ministro, ma non abbandonò la lotta politica. Tuttavia fu oggetto di attacchi politici da parte di patrioti radicali legati a Kossuth e perse via via influenza.